# Angel (bài hát của Madonna)
"Angel" là một bài hát của ca sĩ người Mỹ Madonna nằm trong album phòng thu thứ hai của cô Like a Virgin (1984). Nó được phát hành vào ngày 10 tháng 4 năm 1985, bởi Sire Records như là đĩa đơn thứ ba trích từ album. Bài hát do Steve Bray và Madonna sáng tác, và là một trong những bài hát đầu tiên phát triển trong dự án, theo Madonna, lấy cảm hứng từ câu chuyện một cô gái được cứu bởi một thiên thần, và cô rơi vào lưới tình với anh ta. "Angel" được phát hành như là một đĩa đơn 12" mặt A đôi với "Into the Groove" ở vài thị trường. Một video ca nhạc được lên kế hoạch ra mắt, nhưng sau đó kế hoạch đã bị hủy bỏ. Thay vào đó một đoạn video tập hợp những hình ảnh trước đây của cô đã được phát hành ở Vương quốc Anh.
Bài hát nhận được những phản ứng trái chiều từ các nhà phê bình âm nhạc, họ gọi đây là một bản nhạc đậm chất cổ điển và khác xa những đĩa đơn trước của Madonna. "Angel" trở thành đĩa đơn thứ 5 liên tiếp của cô lọt vào top 5 trên bảng xếp hạng Billboard Hot 100 cũng như hạng nhất ở Úc, và top 5 ở Canada, Ireland, Nhật Bản, New Zealand, Tây Ban Nha và Vương quốc Anh. Madonna đã biểu diễn ca khúc duy nhất một lần, trong The Virgin Tour (1985).

## Danh sách track và định dạng
| - Đĩa 7" tại Mỹ / Úc 1. "Angel" (radio) – 3:40 2. "Angel" (dance mix) – 4:56 - Đĩa 12" tại Mỹ / Úc 1. "Angel" (dance remix) – 6:15 2. "Into the Groove" – 4:43 | - Đĩa 7" tại châu Âu / Vương quốc Anh 1. "Angel" – 3:40 2. "Burning Up" (bản mới) – 4:48 - Đĩa 12" tại châu Âu / Vương quốc Anh 1. "Angel" (dance remix) – 6:15 2. "Burning Up" (bản mới) – 4:48 |

## Xếp hạng và chứng nhận
| Bảng xếp hạng (1985)                                 | - Vị trí - cao nhất |
| ---------------------------------------------------- | ------------------- |
| Australian (Kent Music Report) với "Into the Groove" | 1                   |
| Bỉ (Ultratop 50 Flanders)                            | 20                  |
| Belgium (VRT Top 30)                                 | 18                  |
| Canada Top Singles (RPM)                             | 5                   |
| Eurochart Hot 100 (Billboard)                        | 14                  |
| Trường songid là BẮT BUỘC CHO BẢNG XẾP HẠNG ĐỨC      | 31                  |
| Ireland (IRMA)                                       | 3                   |
| Hà Lan (Single Top 100)                              | 46                  |
| New Zealand (Recorded Music NZ)                      | 2                   |
| Tây Ban Nha (PROMUSICAE)                             | 2                   |
| Thụy Sĩ (Schweizer Hitparade)                        | 17                  |
| Anh Quốc (OCC)                                       | 5                   |
| Hoa Kỳ Billboard Hot 100                             | 5                   |
| Hoa Kỳ Adult Contemporary (Billboard)                | 5                   |
| Hoa Kỳ Dance Club Songs (Billboard)                  | 1                   |
| Hoa Kỳ Hot R&B/Hip-Hop Songs (Billboard)             | 71                  |

| Bảng xếp hạng (1985)                                | Vị trí |
| --------------------------------------------------- | ------ |
| Australia (Kent Music Report) với "Into the Groove" | 2      |
| Canada Top Singles (RPM)                            | 56     |
| US Billboard Hot 100                                | 81     |

| Quốc gia                                                                           | Chứng nhận | Số đơn vị/doanh số chứng nhận |
| ---------------------------------------------------------------------------------- | ---------- | ----------------------------- |
| Anh Quốc (BPI)                                                                     | Bạc        | 205,000                       |
| Hoa Kỳ (RIAA)                                                                      | Vàng       | 1.000.000^                    |
| * Chứng nhận dựa theo doanh số tiêu thụ. ^ Chứng nhận dựa theo doanh số nhập hàng. |            |                               |